# 莊述祖
莊述祖（1751年—1816年），字葆琛，學者稱珍藝先生，江苏武进人。清朝官員、詩人、學者。

## 生平
莊培因之子，生于清高宗乾隆十五年（1750年），十歲成為孤兒。乾隆四十五年（1780年）中进士，选山东乐昌、潍县知县。累官桃源同知，不久即辭官歸里，從事小學，卒于清仁宗嘉庆二十一年（1816年）。

## 著作
著有《珍埶宦文鈔》七卷，《珍埶宦詩鈔》诗鈔二卷，《汉铙歌句解》一卷，《石鼓然疑》一卷，《五經小學述》二卷，《說文古籀書證》六卷，《尚書今古文考證》七卷，《明堂陰陽夏小正經傳攷釋》十卷...等。

## 常州學派相關人物
常州學派始於乾隆、嘉慶年間，以莊存與、莊述祖、莊綬甲、劉逢祿为代表人物，多為常州人，因以稱之。常州學派主要為研究《春秋公羊傳》，闡發公羊家的微言大義。
- 莊存與
- 莊培因
- 莊綬甲
- 劉逢祿
- 宋翔鳳

## 後人評述
章太炎曾批評莊述祖之小學「好玩奇辭，文致彖兆」，「顧疑經典有訛，《說文》未諦」。

## 註解
1. ↑  《明堂陰陽夏小正經傳攷釋》，此電子書為道光時所刊本，為《珍埶宦遺書》之一部份，書面載有莊述祖之著作(第六頁)，如本文所述及其他。其所附序言亦可概觀莊述之治學歷程。
2. ↑  章太炎《國故論衡》上卷： （页面存档备份，存于），「自莊述祖、龔自珍，好玩奇辭，文致彖兆。晚世則吳大澂，尤喜銅器。亦有燔燒餅餌，毀瓦畫墁，以相欺紿。不悟偽跡，顧疑經典有訛，《說文》未諦。」。

## 外部連結
[在维基数据编辑]
 《清史稿/卷481》，出自趙爾巽《清史稿》